# Konzert für Flöte, Harfe und Orchester (Mozart)

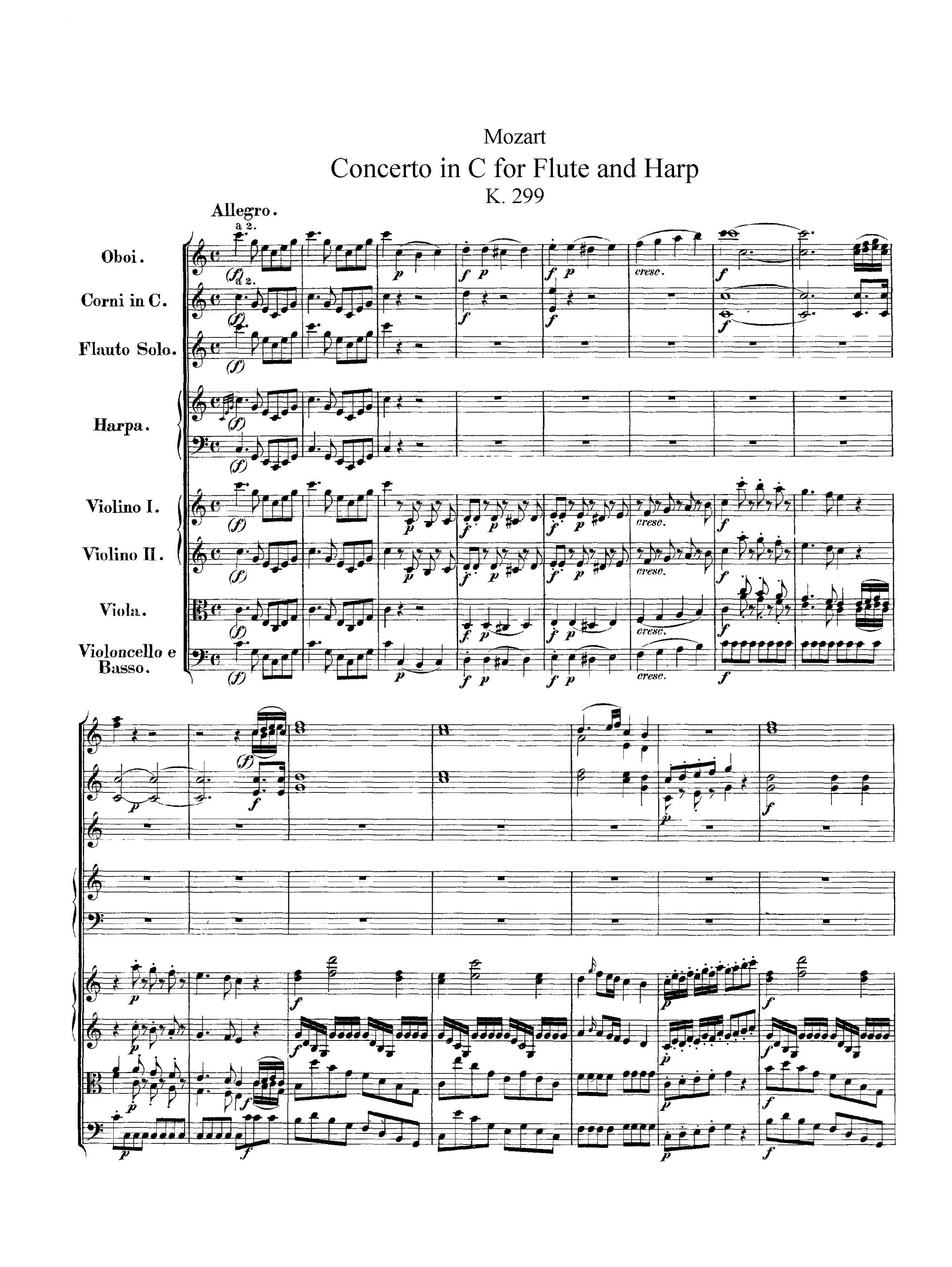
Anfang des 1. Satzes.

Das Konzert für Flöte, Harfe und Orchester C-Dur KV 299 ist ein Werk von Wolfgang Amadeus Mozart für Flöte, Harfe und Orchester. Es ist das zweite von insgesamt vier Doppelkonzerten - die anderen sind der Concertone für 2 Violinen C-Dur (KV 190/186E), die Sinfonia concertante Es-Dur KV 364 (320 d) und das Konzert für zwei Klaviere Es-Dur (KV 365/316a) -, die Mozart schrieb (ein weiteres für Violine und Klavier blieb Fragment). Außerdem ist es das einzige Werk des Komponisten, das mit einer Harfe besetzt ist. Das Stück gehört zum festen Repertoire beider Instrumente und ist oft auf Aufnahmen und im Konzert zu hören.

## Entstehung
Mozarts dritter Parisaufenthalt vom 23. März bis zum 26. September 1778 war der Tiefpunkt einer knapp eineinhalb Jahre dauernden, zusammen mit der Mutter unternommenen Reise durch Deutschland und Frankreich, die der erfolglos gebliebenen Suche nach einer Stelle als Kapellmeister diente. Abgesehen vom Tod der Mutter am 3. Juli zeugen die erhaltenen Briefe aus dieser Zeit von fehlgeschlagenen Aufführungsversuchen (nur wenige Werke wurden öffentlich zu Gehör gebracht), persönlichen Zurücksetzungen und unbezahlten Unterrichtsstunden und Kompositionsaufträgen. Mozart verkehrte ab März oder April mit Adrien-Louis Bonnières de Souastre, Comte (oder Duc) de Guines, und seiner Tochter, der er Kompositionsunterricht erteilte. Seine Eindrücke waren ambivalent. Am 14. Mai 1778 schrieb er an Leopold Mozart:

„ich glaube, ich habe ihnen schon im lezten brief geschrieben, das der Duc de guines, dessen tochter meine scolarin in der Composition ist, unvergleichlich die flöte spiellt, und sie magnifique die Harpfe; sie hat sehr viell talent, und genie, besonders ein unvergleichliches gedächtnüß, indemm sie alle ihre stücke, deren sie wircklich 200 kann, auswendig spiellt. sie zweifelt aber starck ob sie auch genie zur Composition hat – besonders wegen gedancken – idéen, – ihr vatter aber der (unter uns gesagt, ein bischen zu sehr in sie verliebt ist) sagt, sie habe ganz gewis idéen, es seye nur blödigkeit – sie habe nur zu wenig vertrauen auf sich selbst. Nun müssen wir sehen. wenn sie keine idéen oder gedancken bekömmt (denn itzt hat sie würcklich gar – keine), so ist es umsonst, denn – ich kann ihr weis gott keine geben.“

Offenbar auf den Comte de Guines und seine Tochter bezieht sich, was die Mutter Maria Anna Mozart am 5. April an Leopold Mozart schrieb: „hernach hat er für einen duc 2 Consert zu machen, eins für die flautraver, und eines für die harpfe“. Wenn man annimmt, dass die „2“ Konzerte ein Irrtum sind, könnte sich diese Briefstelle auf das Doppelkonzert KV 299 beziehen, das demnach im Frühjahr 1778 entstanden wäre. Kurze Zeit später war Mozart bereits gründlich enttäuscht; am 9. Juli 1778 schrieb er über die Tochter, sie sei „von herzen dumm, und dann von herzen faul“, und am 31. Juli über den Vater: „er wollte mir also für 2 stunden eine stunde zahlen – und dieß aus égard [‚Rücksicht‘, wohl ironisch], weil er schon 4 Monath ein Concert auf die flöte und harpfe von mir hat, welches er mir noch nicht bezahlt hat.“ Auch diese Briefstelle weist auf eine Entstehungszeit im Frühjahr 1778 hin.

## Historische Einordnung

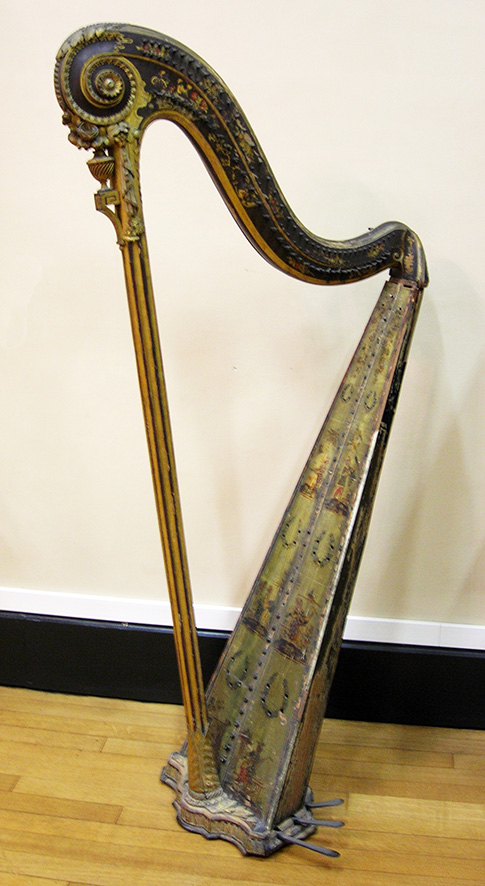
Einfachpedalharfe, die zu Mozarts Zeit verwendet wurde

Zu Mozarts Zeit war die Harfe das Modeinstrument der gehobenen französischen Gesellschaft mit Paris als ihrem Mittelpunkt. Zahlreiche Manufakturen hatten hier ihren Sitz, so die Ateliers der Harfenbauer Jean-Baptiste Salomon (Dehaye/Deshayes, 1713–1767), der Gebrüder Pierre (1709–1784) und Jean (1728–1793) Louvet, von François Lejeune (1720/24–1785), dem Lehrer des noch heute berühmten Georges Cousineau (1733–1800), dem Begründer von „Cousineau, Père et fils“, oder jenes des Harfenlehrers Marie-Antoinettes, Jean-Henri Naderman (1734–1796/98 oder 1799). Weiterhin zählen zu den noch heute bekannten Manufakturen jene von Sébastien Renault (Renault & Châtelain, ?–1811) sowie von Sébastien Érard (Érard frères, 1752–1831). Einige Harfenbauer waren auch als Lehrer, Komponisten oder Harfenisten tätig. Neben dem offensichtlichen Bedarf an Instrumenten gab es ebenso einen an neuen Kompositionen. Zudem vollzog sich dank Marie-Antoinettes Vorliebe für die Harfe ein Wandel, bei dem die vormals männlich dominierte Harfenwelt zusehends von Frauen erobert wurde, was sich zusätzlich in der Ästhetik der Kompositionen niederschlug. Unter den zahlreichen Kompositionen jener Epoche seien genannt: die sechs Harfenkonzerte von Jean-Baptiste Krumpholz (1742–1790), die vier Harfenkonzerte von Daniel Steibelt (1765–1823), das Konzert und die Sonaten von Jean-Baptiste Cardon (1760–1803) sowie die Sonatinen von François-Joseph Naderman (1781–1835). Im Gegensatz dazu war die Harfe im deutschsprachigen Raum zu dieser Zeit kaum präsent. Lediglich der österreichische Komponist Johann Georg Albrechtsberger, der Lehrer von Mozarts Sohn und später Ludwig van Beethovens, schrieb in den Jahren 1772/73 einige Werke für Harfe und Orchester.

### Die Instrumente der Zeit
Zu Mozarts Zeit wurde die Querflöte, eine konische Traversflöte aus Holz, von einem einklappigen zu einem vierklappigen Instrument weiterentwickelt. Mozarts Flötenkonzerte in G-Dur und D-Dur sind vermutlich auf einer einklappigen Flöte mit d' als tiefsten Ton uraufgeführt worden. Eine Sonderstellung nimmt das Flöte-Harfe-Konzert ein, denn das c' in diesem Konzert ist auf so einer Traversflöte nicht spielbar.
Der Auftraggeber des Doppelkonzerts, Comte de Guines, muss also eine neuentwickelte sechsklappige Flöte mit c'- und cis'-Klappe besessen haben, möglicherweise vom englischen Flötenbauer Richard Potter.
Zu dieser Zeit war die Harfe noch in einer baulichen Entwicklungsphase und kein festes Orchesterinstrument (Siehe dazu den Artikel: Harfe). Aufgrund technischer Mängel wurde sie eher als ‚schlechtes Klavier‘ gesehen. Deshalb war die Kombination von Flöte und Harfe eine sehr ungewöhnliche Besetzung. Mittlerweile gibt es mehr Werke für dieses Duo, überwiegend jedoch ohne Orchester. Die meisten Kompositionen wurden im 19. Jahrhundert geschrieben.
Sébastien Érard erfand erst um 1800 die Doppelpedalmechanik, daher wurde Mozarts Konzert noch auf einer Einfachpedal-Harfe gespielt. Dies ließ weniger Modulationen und Chromatik zu, außerdem waren die Instrumente kleiner und hatten keinen sehr tragenden Klang. Ein weiteres Problem war, dass sich die Harfe oft verstimmte und die Saiten eine so schlechte Qualität hatten, dass sie oft rissen und ausgewechselt werden mussten.

## Form

### Solistenstimmen
Der Flötenstimme ist deutlich anzumerken, dass sie für einen Amateur-Flötisten geschrieben wurde. Kaum nennenswerte Schwierigkeiten führen dazu, dass sie auch schon von Schülern gespielt werden kann. Deshalb dient das Stück oft als Einstieg in die Konzertform. 
Der Harfenpart klingt an vielen Stellen eher wie eine Klavierbearbeitung: Mozart verzichtet auf Glissandi und die für das Instrument typischen, vollen Akkorde. Diese ‚Harfeneffekte‘ werden aber in den Kadenzen genutzt. Kadenzen Mozarts zu diesem Konzert sind nicht überliefert; statt ihrer werden häufig bekannte Kadenzen wie die von Carl Reinecke oder Marius Flothuis gespielt, manche Solisten schreiben oder improvisieren nach wie vor eigene Kadenzen. Manche Passagen werden häufig von Solisten geändert (z. B. 1. Satz, Takt 262: Arpeggien anstatt von schnell aufeinander folgenden Akkorden, 3. Satz, Takt 142 u. 313: Auslassen eines Trillers).

### Aufbau
Im Wesentlichen folgt das Stück der Form der Sinfonia concertante, eine Form, die damals in Paris sehr beliebt war. Heute wird das Stück oft mit einer Kammerorchester-Besetzung gespielt.
Das Stück hat – je nach Wahl der Tempi und Kadenzen – eine Aufführungsdauer von 27 bis 30 Minuten. Die Besetzung ist: Zwei Oboen, Fagott ad libitum, zwei Hörner und Streicher. Im Stück spielt bis auf wenige Ausnahmen keiner der Solisten alleine. Dabei wechseln sich Flöte und Harfe mit Melodie und Begleitung ab, manchmal sind die Stimmen sogar kontrapunktisch zueinander. 
I. Allegro
(265 Takte, ca. 10 Minuten)
Das Orchester stellt zunächst beide Themen vor: Das erste erscheint direkt, das zweite wird vom Horn eingeleitet. Beide Themen folgen der Sonatenhauptsatzform. Nach der Orchesterexposition folgt die Soloexposition, in der die Melodie auf beide Solisten verteilt wird.
II. Andantino
(118 Takte, ca. 8 Minuten)
Die kurzen Phrasen in diesem Satz werden von den Streichern eingeleitet und danach lyrisch erweitert. Dies führt zu Variationen des Themas. Nach der Kadenz erscheint eine Coda, in der die Solisten und das Orchester noch einmal das lyrische Thema spielen. Die Bläser schweigen in diesem Satz.
III. Rondeau – Allegro
(392 Takte, ca. 9'30 Minuten)
Der harmonische Ablauf des letzten Satzes ist: A-B-C-D-C-B-Kadenz-A (Coda). Manche Musiktheoretiker sind allerdings der Ansicht, es handele sich eher um eine ‚Brückenform‘ als um ein Rondeau, da Elemente des A-Teils auch im C- und D-Teil zu finden sind.

## Ausgaben und Aufnahmen
Nicht nur bei den Kadenzen kann man zwischen vielen Versionen wählen. Der Harfenist, Komponist und Arrangeur Carlos Salzedo gab beispielsweise eine Version heraus, in der er Fingersätze angab, Triller änderte, um die Spielbarkeit zu verbessern, und Passagen im dritten Satz auf beide Hände aufteilte.
Viele Aufnahmen und Versionen des Stückes sind auf CD erhältlich. Der bekannte Flötist James Galway hat das Konzert viele Male aufgenommen und mit so bedeutenden Harfenisten wie Fritz Helmis, Marisa Robles und Ann Hobson Pilot zusammengearbeitet.

## Hörbeispiele
I Allegroⓘ
II Andantinoⓘ
III Rondeau: Allegroⓘ
Alexander Murray, Flöte
Ann Yeung, Harfe
Sinfonia da Camera of the University of Illinois, Ian Hobson (Dirigent)